# Sko kloster
För andra betydelser, se Skokloster.

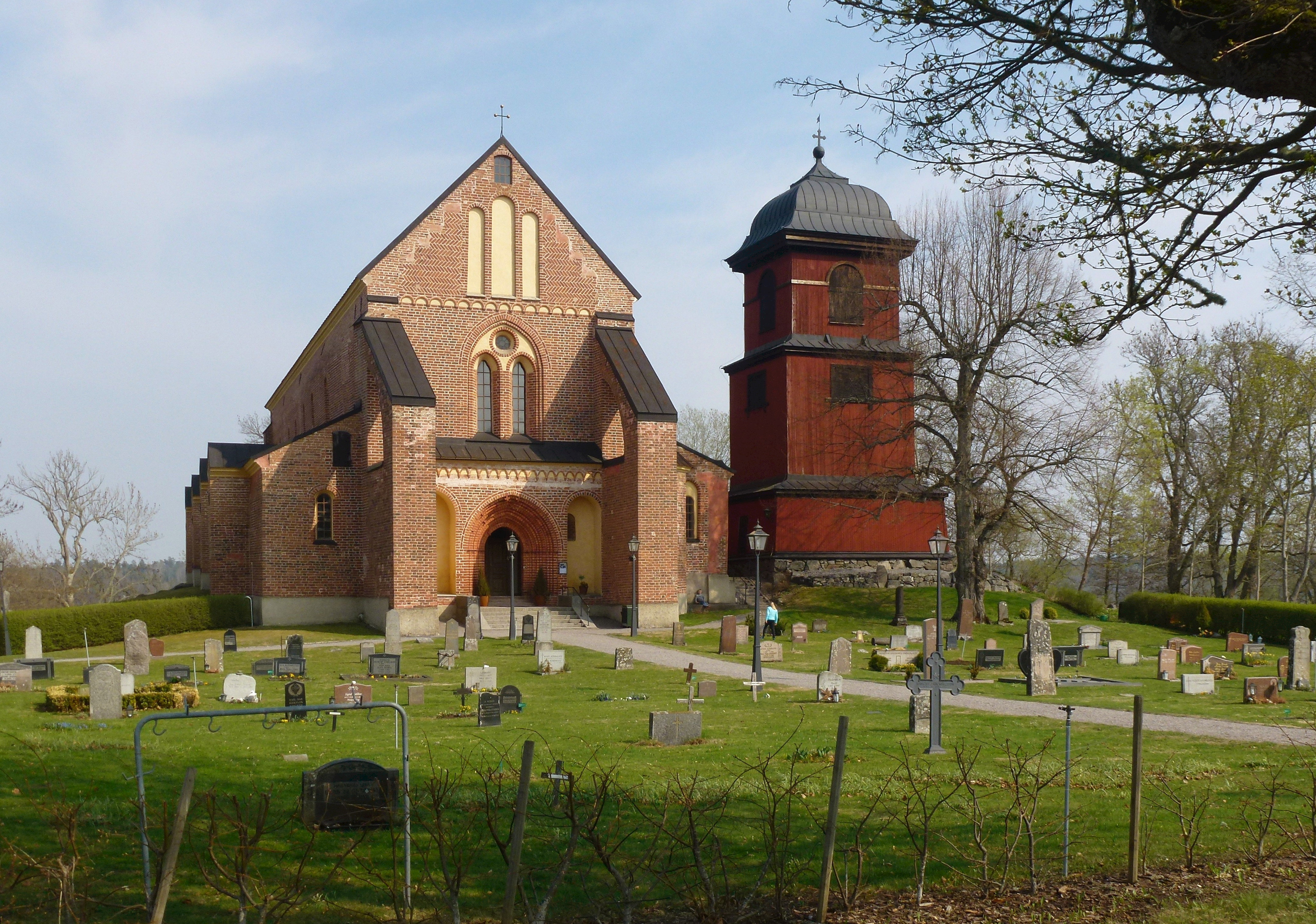
Klosterkyrkan, numer Skoklosters kyrka.

Sko kloster var ett cisterciensiskt nunnekloster beläget i Skoklosters socken i Uppland och som var verksamt från 1230 till omkring 1588. Efter reformationen fungerade det länge som flickskola och ålderdomshem för kvinnor.

## Historik

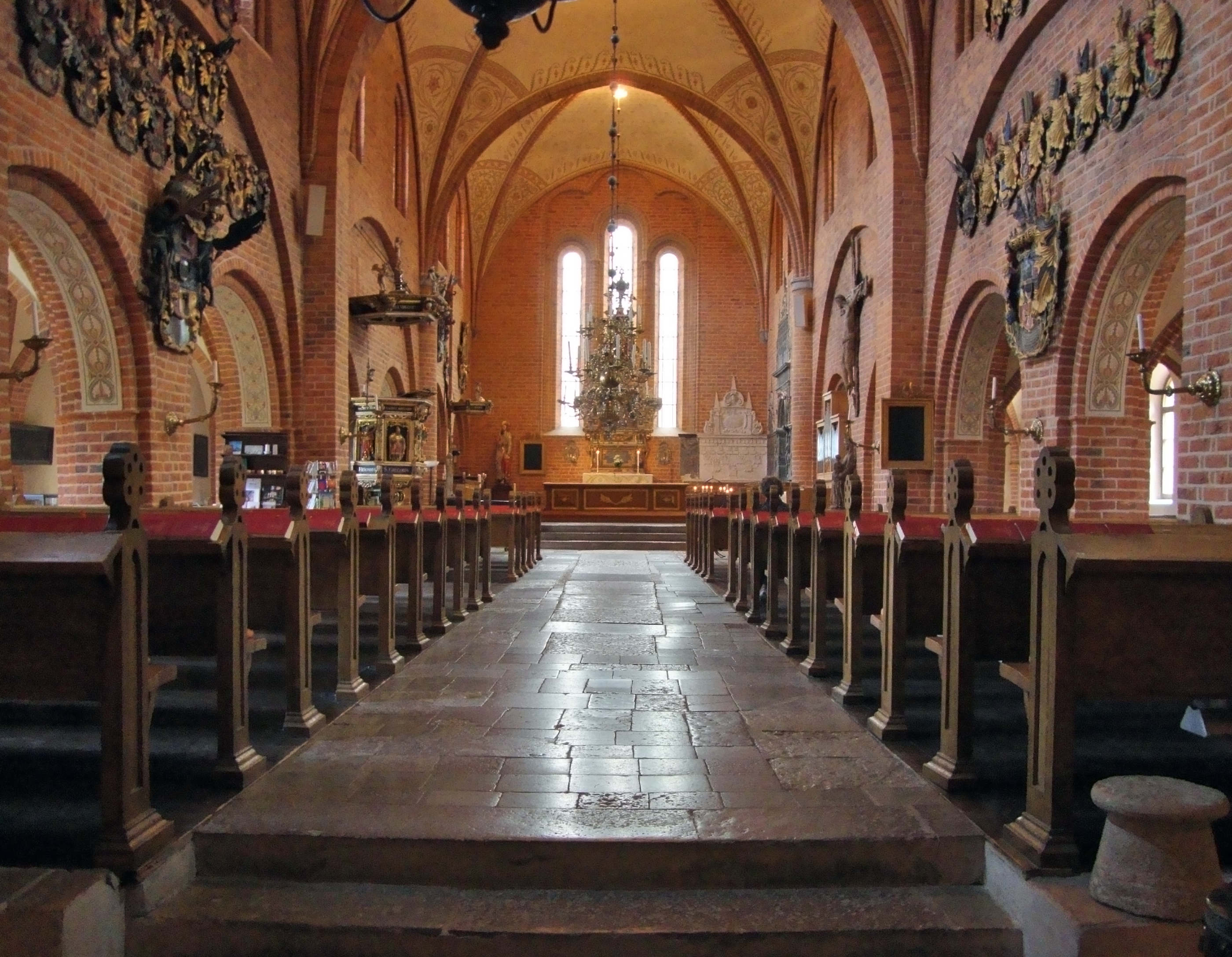
Kyrkans långhus mot öster

Sko kloster grundades cirka 1230 av Knut Långe. Byarums kloster omlokaliserades till Sko år 1236.
Den första klosterbyggnaden ska ha brunnit ned år 1297, men återuppbyggts och invigts på nytt den 28 augusti 1300 av ärkebiskop Nicolaus Allonis. Den helgades till jungfru Maria och den heliga Johannes ära för en "abbedissa och tolf renlifwis jungfrur". 
Både klostret och kyrkan eldhärjades år 1502. Året därpå startades en stor insamling – återuppbyggnaden. Det är osäkert huruvida byggnaderna hade hunnit bli fullt återuppbyggda vid reformationen. År 1521 fick klostret kritik efter att ha försökt kvarhålla Gustav Vasas syster Margareta Eriksdotter (Vasa) mot hennes vilja, efter att hon hade sökt skydd där under Stockholms blodbad och klostret förmanades 1524 officiellt att aldrig kvarhålla någon mot dess vilja. Sko kloster tycks ha fungerat som en skola för flickor ur adeln: två av Gustav Vasas släktingar var elever på Sko under åren strax före reformationen.

### Reformation
Vid reformationen 1527 drogs klostrets egendom in till kronan. Genom Gustav Vasas reduktion 1527 kom gården i kronans ägo. Klostrets egendomar förvaltades därefter av en kunglig klosterfogde. De dåvarande nunnorna, som i många fall tillhörde adliga familjer, tilläts bo kvar på livstid och abbedissan fick 1529 tillstånd att fortsätta uppbära underhåll från klostrets gods mot avgift. År 1528 var knektar inkvarterade i klostret hos nunnorna. Kungen ville vid två tillfällen, 1531 och 1544, att nunnorna skulle flytta till antingen Vadstena kloster (Birgittinorden) eller Vreta kloster (Benediktinorden), men de vägrade varenda gång med hänvisning till att dessa kloster inte tillhörde samma orden. De förklarade att de hellre bosatte sig bland allmogen, men kungen ville inte tillåta detta eftersom han var rädd för att de då skulle sprida romersk-katolsk propaganda.
Klostret tycks även efter reformationen ha fungerat som en flickskola. Det fungerade även som ett ålderdomshem för äldre kvinnor. Bland de kvinnor som använde klostret som asyl under denna tid var upprorsmannen Ture Jönsson (Tre Rosor)s fru Anna Johansdotter (Vasa) (död 1551), Gustav Vasas faster, som efter att hon frisläppts fick tillstånd att bo i klostret, liksom Margareta Mikaelsdotter, som hade separerat från sin man riksrådet Axel Andersson (Lillie): båda levde på Sko till sin död. Klostret försäkrades år 1566 återigen om beskydd och underhåll. Detta år var den sista abbedissan, Bengta Eriksdotter, ännu verksam och "lärde bättre mäns döttrar att läsa, skrifva och sy m. m."
När klostret upphörde är inte känt, men år 1577 uppges antalet nunnor som två. Den sista utbetalningen av underhåll till nunnor bosatta på Sko kloster är från år 1588, varefter klostret tycks ha upphört.

### Senare historia
År 1609 skänkte Karl IX egendomen, bestående av 22 mantal, till fältmarskalken Christer Somme. Men när denne två år senare kapitulerade för danskarna på Kalmar slott återtogs förläningen och gavs istället till den då 27-årige Herman Wrangel som belöning för utförda tjänster. Dennes son lät 1654–1676 uppföra Skokloster slott på platsen.
Klosterbyggnaden ska ha rivits år 1574, men den forna klosterkyrkan står kvar och är idag sockenkyrka för Skoklosters församling.

## Föreståndare
De första abbedissorna är inte kända. Enligt legenden ska dock både dess första och dess sista abbedissa ha hetat Benedicta (Bengta).
- R(ichissa) (1254)
- Elin (1277)
- Ramborg (1296)
- Helga (1321)
- Katarina (1326)
- Vendilgerd (1352)
- Leva (1398)
- Alzeka Hennikadotter (1407)
- Elisabet (1412)
- Kristina Jonsdotter (1413)
- Ragnhild (1423)
- Katarina Jönsdotter (1410-1452)
- Elin Filipsdotter (1457)
- Brigitta Olofsdotter (1464)
- Barbara Ludvigsdotter (1489)
- Elin Petri (1503)
- Katarina Jönsdotter (1509)
- Ingeborg (1513)
- Katarina Jönsdotter (1516)
- Katarina Olofsdotter (1521)
- Ingegärd Hansadotter (1534)
- Benedicta (Bengta) Eriksdotter (1553)